# Napster
Napster is heden een online muziekdienst (concurrerend met Deezer en Spotify) maar werd oorspronkelijk gelanceerd als een bestandsdeelservice, gemaakt door Shawn Fanning, John Fanning en Sean Parker. Napster was de eerste wereldwijd gebruikte peer-to-peer-muziekdeelservice, en heeft een grote invloed gehad op hoe mensen, vooral studenten, het internet gebruikten.

## Succes
Het initiële succes van Napster was het gevolg van de mogelijkheid om muzieknummers in MP3-formaat te kunnen downloaden zonder te moeten betalen. Ook was er met name in het begin een chat community waar alles werd besproken maar vooral muziek onderwerp van gesprek was. Met Napster konden mensen ook oudere muziek en niet verschenen opnamen verkrijgen. Platenmaatschappijen en auteursrechten-verenigingen waren hier vanzelfsprekend niet blij mee.

## Sluiting
De metalband Metallica spande in 1999 een rechtszaak aan tegen Napster. Door de publiciteit werd de dienst juist groter: spoedig kwamen er miljoenen gebruikers op het netwerk bij, veel van hen studenten.
Napster bereikte met 13,6 miljoen gebruikers in februari 2001 een hoogtepunt. Tegelijkertijd bracht het proces tegen Napster gebruikers en de verdedigers in verwarring. De gebruikers bekeken Napster als een eenvoudige zoekmachine. Velen debatteerden over het feit dat bij de sluiting van Napster men zou overstappen op een ander systeem om aan zijn bestanden te komen.
De vele verdedigers van Napster waren bezorgd over het constante gebruik van het woord "site" rondom de dienst. Dit woord doet vermoeden dat Napster de bestanden zelf verspreidde. Dit was echter niet waar, want de gebruikers deelden hun eigen bestanden en Napster vergemakkelijkte dit proces alleen.

## Alternatieven na Napster
Na het afsluiten van de Napster-downloaddienst werden onmiddellijk diverse andere peer-to-peer-software-oplossingen populair: Morpheus, Gnutella, LimeWire, BearShare, Soulseek, KaZaA, iMesh en later, met een ander technologisch opzet BitTorrent. Enkele diensten werden na nieuwe rechtszaken gesloten.

## Napster vanaf 2004
Napster is sinds 2004 een reguliere betaalsite waar men muziek legaal kan downloaden.

## Napster in 2011
In 2011 stierf Napster een tweede dood. Op de website staat te lezen dat Napster is opgegaan in Rhapsody.

## Napster in 2015
In 2015 begint Napster, dit keer als onderdeel van Rhapsody, aan een nieuwe come-back.

## Napster in 2016
In Juni 2016 veranderde Rhapsody haar naam in Napster. Ook kwam het bekende logo weer terug.